# Теленчи, Даниил Данилович
Дании́л Дани́лович Теленчи́ (род. 1910, село Малоянисоль, теперь Никольского района Донецкой области — ум. 1938?) — румейский поэт, прозаик, драматург, переводчик и театральный деятель.
Родился в крестьянской семье, после начальной школы в родном селе учился в сартанской семилетней школе, а после её окончания поступил в Мариупольский греческий педагогический техникум (1928). Проучился там год и бросил учебу: поехал в Харьков. Там поступил в Харьковский музыкально-драматический институт, который успешно окончил в 1933 году.
С осени 1933 до ареста 23 декабря 1937 года работал в Мариупольском греческом театре заведующим литературной частью и режиссёром.
Входил в литературную группу Г. Костоправа. Кроме стихов («Утро», «Песня», «Вечер», «Разговор со смертью», «Этюд» и других), в альманахе «Неотита» печатались его рассказы («Когда листья падали», «Шум в горах» и другие), что было нетипично для развития румейской литературы: румейская проза преимущественно ограничивалась очерками.
Перевел на румейский драму А. Пушкина «Каменный гость». Перевод предназначался для постановки в Мариупольском театре, а также вошел в том избранных произведений Пушкина на румейском языке, который был напечатан к столетию со дня смерти поэта. Также перевел ряд других пьес для нужд своего театра.
В начале 1937 года Теленчи написал пьесу «Πλυγαριζμα» (с греч. — «Расплата»), посвященную жизни батраков и пастухов. Пьеса была поставлена упомянутым театром, главную роль служанки Варки выполняла жена Теленчи Вера Михийливна Були. Постановка шла не только в Мариуполе, но и в греческих селах Приазовья: Сартане, Ялте, Урзуфе, Малом Янисоле, куда театр выезжал летом на гастроли, и везде пользовалась успехом.
Теленчи был репрессирован в конце 1937 года (следственное дело № 111328). Его сына, родившегося после ареста, мать зарегистрировала на свою фамилию, чтобы избежать преследований: Иван Данилович Були. По официальным справкам, Теленчи умер в местах заключения в 1946 году, по другим данным, он был расстрелян в январе-феврале 1938 года. Реабилитирован 11 ноября 1960 года за отсутствием состава преступления.
На украинский язык стихи Теленчи переводили Дмитрий Демерджи и Михаил Чхан.